# Casa memorială a lui Petru Zadnipru (Sauca)
Casa memorială a lui Petru Zadnipru este o clădire amplasată în Sauca, raionul Ocnița, Republica Moldova. Este un monument istoric de importanță națională inclus în Registrul monumentelor Republicii Moldova ocrotite de stat cu nr. 1805 (raionul Ocnița). Datează de la înc. sec. XX.